# Комосария
Комосария (др.-греч. Kομοσαρύη; IV век до н. э.) — жена Перисада I, правителя Боспорского государства из династии Спартокидов. Известны две посвятительные надписи богам, сделанные Комосарией.

## Биография

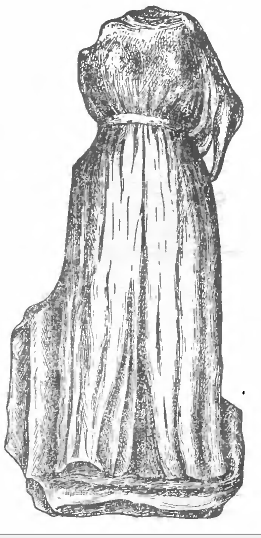
Статуя богини Астары, установленная Комосарией. Рисунок Егора Кёлера.

Комосария была дочерью Горгиппа, представителя боковой ветви династии Спартокидов, и синдской царевны. Согласно другой версии, её мать также была представительницей династии Спартокидов. Комасария была замужем за своим двоюродным братом Перисадом I, сыном архонта Левкона I. По мнению исследователей, этот брак был династическим и имел целью укрепление единства правящей семьи. Также с помощью брака Перисад I смог претендовать на владение Горгиппа в Синдике. После смерти тестя Перисаду удалось покорить эти земли. Согласно версии В. П. Яйленко, архонт отстранил законного наследника — Орхама, брата Комосарии.
Единственные источники, из которых она известна — это две посвятительные надписи богам. Причём на одной из надписей её имя сохранилось не полностью. Первая надпись была обнаружена Егором Кёлером в 1804 году на высоком берегу Ахтанизовского лимана. Она была нанесена на известняковом пьедестале для статуй богам Санергу и Астаре. Это единственное упоминание указанных богов в боспорской эпиграфике. Хотя боги имеют восточные имена, они значительно эллинизированны: так Астара на уцелевшей статуе одета в пеплос, а Санерг в — хитон.
Текст надписи:

Комосария, дочь Горгиппа, жена Перисада, по обету посвятила сильному богу Санергу и Астаре при Перисаде, архонте Боспора и Феодосии и царе синдов, всех маитов и фатеев.
Оригинальный текст (др.-греч.)[Kο]μοσαρύη Γοργίππου θυγάτηρ, Παιρισάδους [γυ]νὴ, εὐξαμένη
[ἀν]έθηκε ἰσχυρῶι θειῶι Σανέργει και 'Αστάραι ἅρχοντος Παιρισάδους
[Β]οσπόρου καὶ Θευδοσίης καὶ βασιλεύοντος [Σιν]δῶν κα[ὶ] Μαϊτῶν πάντ[ων]
καὶ Θατέων.

Другая надпись найдена в Нимфее. В ней дочь Горгиппа посвящает статую богини. Хотя от имени дочери сохранилось только окончание женского рода, исследователи приписывают эту надпись Комосарии. Имя богини также не сохранилось, но исходя из эпиклесы Илифия (др.-греч. Ειλείθυια; защитница рожениц) предполагают, что это было посвящение Артемиде в честь рождения ребёнка. Исследователь Новичихин выдвинул мнение, что надпись была сделана еще до архонтства Перисада, когда он как младший член династии был наместником Нимфея.
Текст надписи:

Комосария(?), дочь Горгиппа, посвятила по обету (?) богине.
Оригинальный текст (др.-греч.)[Kομοσαρύ]η Γοργίππ[ου] Ι θυγαίηρ
εύξαμένη θειῆι [Εἰλυ]θέηι.

Судя по этим надписям, Комосария играла значительную роль в сакральной жизни государства. Кроме столичных храмов она посещала также святыни в Нимфее и на Таманском полуострове. Считается, что она это делала не только из-за своей набожности, но и потому, что это был её долг как жены правителя.
Известно, что Перисад имел четырех сыновей: Сатира, Горгиппа, Притана, Евмела и дочь Акию. Но имя их матери неизвестно, поэтому у исследователей существуют сомнения, что все они были детьми Комосарии.
Комосария пользовалась всеобщим уважением, и её имя стало династийным у Спартокидов. Его носила царица Камасария Филотекна, разницу в написании исследователи объясняют неупорядоченностью древней орфографии. Из надписи, найденной в Вифинии, известно про другую царицу Камасарию, которую немецкий исследователь Август Бёк также связывал с Боспором. Этимология имени неизвестна, высказывалось мнение о его иранском происхождении.